# Cornelia Metella
Cornelia Metella war eine Angehörige der römischen Nobilität im 1. Jahrhundert v. Chr. und die Tochter des Quintus Caecilius Metellus Pius Scipio, der von Quintus Caecilius Metellus Pius adoptiert wurde.
Ihr richtiger Name wäre eigentlich Caecilia Metella, aber da ihr Vater aus der patrizischen gens Cornelia stammte, wurde sie Cornelia Metella genannt.
Plutarch beschreibt sie als schöne Frau mit freundlichem Charakter, belesen und erfahren im Spiel auf der Leier, die auch gut ausgebildet war, zum Beispiel in Geometrie und Philosophie.
Cornelia war zuerst mit Publius Licinius Crassus verheiratet, dem Sohn des Triumvirn Marcus Licinius Crassus. Nach dem Tode ihres Mannes auf dem Feldzug seines Vaters gegen die Parther wurde sie 52 v. Chr. die fünfte Ehefrau des Gnaeus Pompeius Magnus.
Nach der Niederlage ihres Mannes in der Schlacht von Pharsalos reiste sie mit ihrem Stiefsohn Sextus Pompeius nach Mytilene, wo sie ihren Mann traf, um gemeinsam nach Ägypten weiterzufliehen. Bei der Ankunft in Ägypten wurde Pompeius vor den Augen seiner Frau ermordet. Der kurz darauf in Ägypten eintreffende Gaius Iulius Caesar bestrafte die Mörder und übergab Cornelia die Asche ihres Mannes sowie seinen Siegelring. Cornelia kehrte nach Rom zurück und bestattete Pompeius auf seinem Landgut in den Albaner Bergen.